# 昂坦
昂坦（法語：Antin，法語發音：[ɑ̃tɛ̃]）是法国上比利牛斯省的一个市镇，位于该省北部，属于塔布区。

## 地理
昂坦（43°20'1"N, 0°17'14"E）面积7.46 平方千米，位于法国奧克西塔尼大區上比利牛斯省，该省份为法国西南部内陆省份，北至热尔省，西接大西洋比利牛斯省，南与西班牙接壤，东临上加龙省。
与昂坦接壤的市镇（或旧市镇、城区）包括：马兹罗勒、贝尔纳代德巴、布伊尔德旺、拉佩尔、吕布雷圣吕克、奥斯梅特、特鲁莱-拉巴特。

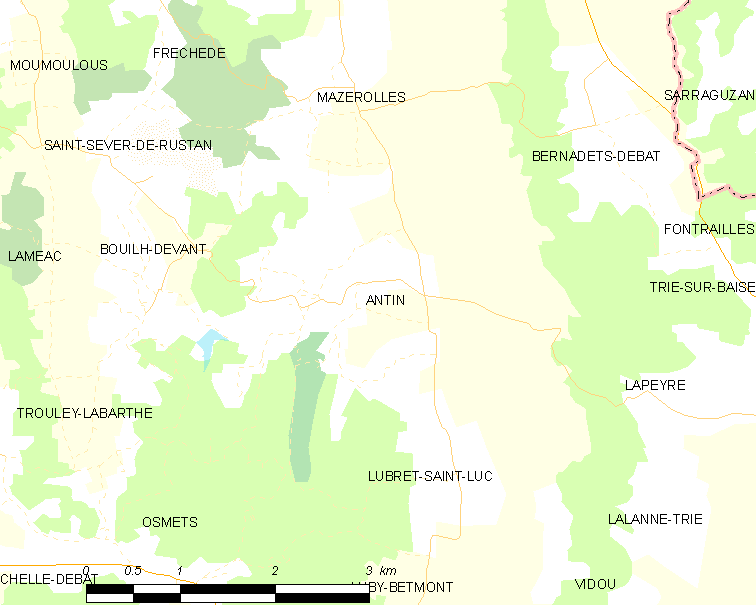
昂坦的OSM定位图

昂坦的时区为UTC+01:00、UTC+02:00（夏令时）。

## 行政
昂坦的邮政编码为65220，INSEE市镇编码为65015。

## 政治
昂坦所属的省级选区为山丘县。

## 人口

1962-2008年间昂坦人口变化图示

昂坦于2022年1月1日时的人口数量为94人。